# 플로레스 (과테말라)

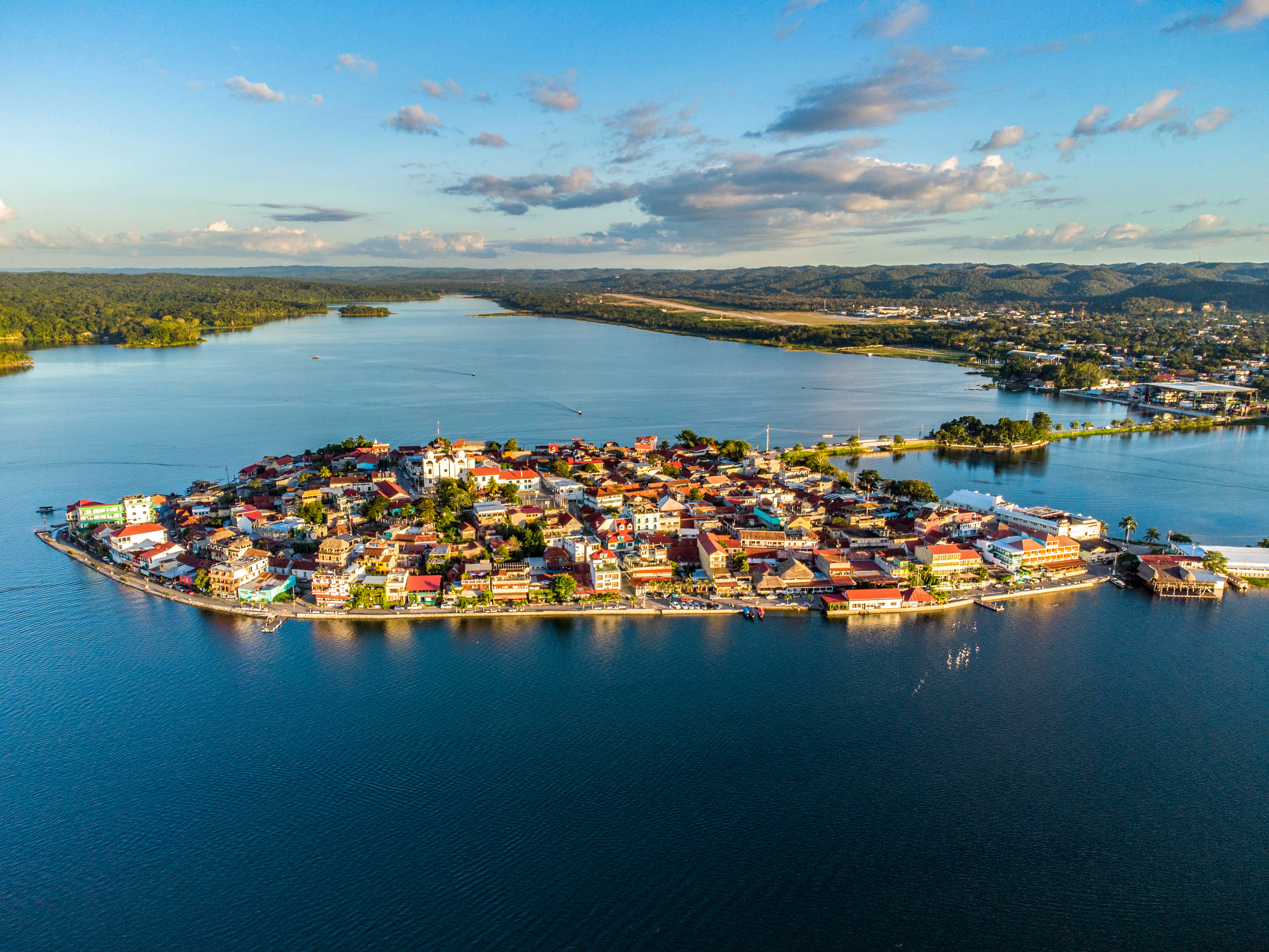
플로레스

플로레스(스페인어: Flores)는 과테말라 북부에 위치한 도시로 페텐 주의 주도이며 인구는 13,700명(2002년 기준)이다. 페텐이트사호에 위치한다.